# Capella Antiqua Bambergensis
Capella Antiqua Bambergensis ist ein auf mittelalterliche Musik spezialisiertes Ensemble, das seinen Sitz in Schloss Wernsdorf bei Bamberg hat.

## Ensemble
Das Kernensemble der Capella Antiqua bilden Wolfgang Spindler, Andreas, Anke und Thomas Spindler. Bei ihren verschiedenen Themenprogrammen wird die Capella Antiqua durch internationale Künstler wie u. a. David Mayoral, Udo Schenk, Murat Coskun, Tanja Kinkel, Paul Maar und Jule Bauer unterstützt. Mit dem Kinderbuch-Autor Paul Maar, Murat Coskun und Ibrahim Sarialtin geht die Capella Antiqua seit 2010 mit dem Projekt „Das fliegende Kamel“ auf literarisch-musikalische Reisen. Die Musiker spielen in ihren Konzerten auf über 50 mittelalterlichen Instrumenten. Die Capella Antiqua erhielt 2014 den „Preis der Deutschen Schallplattenkritik“ und 2015 den deutschen Medienpreis „LEOPOLD“.
Zu den mittelalterlichen Instrumenten zählen Instrumente wie Sackpfeifen, Hümmelchen, Platerspiele, Drehleier, Krummhorn, Cornetto Muto, Organetto, Psalter, Blockflöten vom Garklein-Flötlein bis zur Subbass-Blockflöte, historisches Glockenspiel, gotische Harfen, Pommer, Tambor de Bombo, Schalmei, Cister, Oud, Gemshörner, Cymbel, Laute, Darbouka, Doumbek, Trumscheid, Fiedeln, Chalumeau, Organistrum, Portativ, gotische Kastenleiher, Schlüsselfiedeln, Salterio, Dulcimer, Colascione, Tamburello und Tar. Die Konzerte finden ausnahmslos unverstärkt statt.
Ihr Domizil hat die Capella auf der ehemaligen fränkischen Königsburg Schloss Wernsdorf, die zugleich Sitz des Vereins zur Gründung der Kultur- und Sozialstiftung Schloß Wernsdorf e. V. ist. Die Capella wurde im Jahre 2002 vom damaligen Bayerischen Kultusminister Hans Zehetmair beauftragt, in Schloss Wernsdorf das digitale Dokumentations-Zentrum für Alte Musik in Bayern zu errichten. Im Konzertsaal des Schlosses, der Platz für ca. 200 Besucher bietet, finden regelmäßig Konzerte statt. Das Ensemble wurde vielfach ausgezeichnet, unter anderem mit den Kulturpreisen der Bayerischen Volksstiftung (1995), des Frankenbundes, der Familie von Tucher (1995) und der Oberfrankenstiftung (2000). 2006 wurde das Engagement der Capella mit dem Kulturpreis Bayern der E.ON Bayern AG 2006 gewürdigt.

## Geschichte
Die Capella Antiqua Bambergensis ging 1983 aus dem damals bereits seit ca. 10 Jahren bestehenden Bamberger Ensemble für Alte Musik hervor. 1994 traf das Ensemble im Rahmen einer Preisverleihungsfeier auf den Rock-Musiker Peter Maffay. Die Künstler beschlossen, ein gemeinsames Tabaluga-Projekt anzugehen: Peter Maffay steuerte die Idee und die Komposition bei, die Musiker der Capella die sogenannte Zauberharfe und die alten Instrumente. Bei der Bayerischen Landesausstellung Kaiser Heinrich II. (2002) in Bamberg sorgte das Ensemble für die musikalische Untermalung. Für die Bayerische Landesausstellung Edel und frei – Franken im Mittelalter (2004) in Forchheim wirkte die Capella an der Konzeption eines Ausstellungsraums zum Thema Mittelalterliche Musik mit. An verschiedenen Hörstationen war zudem die Musik des Ensembles zu hören.
Im August 2006 gestalteten die Musiker der Capella musikalisch die Eröffnungsveranstaltung der 29. Ausstellung des Europarats und Landesausstellung Sachsen-Anhalt Heiliges Römisches Reich Deutscher Nation im Magdeburger Dom. Außerdem wurde im Rahmenprogramm dieser Geschichtsschau das Musik-Hörspiel Codex Manesse im Kulturhistorischen Museum Magdeburg gemeinsam mit Christian Brückner live uraufgeführt. 2010 folgte ein Auftritt des Ensembles zur Eröffnung der Ausstellung der Länder Baden-Württemberg, Rheinland-Pfalz und Hessen Die Staufer und Italien in der Jesuitenkirche in Mannheim.

## Diskographie
Alben:
- Klang der Staufer, CD zur Ausstellung der Länder Baden-Württemberg, Rheinland-Pfalz und Hessen Die Staufer und Italien (2010)
- Klang der Gotik (2009)
- Codex Manesse, Das Musik-Hörspiel zur Großen Heidelberger Liederhandschrift. Gesprochen von Christian Brückner u. a. (2006)
- Crana, Musik in einer Stadt vor 500 Jahren (2003)
- Kaiser Heinrich II., Musik für Kaiser und Könige (2002)
- Das Schloßkonzert vol.1, Die Orgel von Schloss Wernsdorf (2001)
- Tabalugas Zauberharfe, nach einer Idee von Peter Maffay (1998)
- Die Fräuelein von Franken (1994)
- Musikalisches Tafelkonfekt (1993)
- E Dame jolie (1991)
- Heitere Musik aus Alten Zeiten (1989)